# 小松島港まつり
小松島港まつり（こまつしまみなとまつり）は、毎年7月の後半に行われる、徳島県小松島市での最大の祭典である。

## 概要
- 1934年に当時の小松島町民が進行完成を祝ったのがきっかけで始まった。[1]

前夜祭は、小松島ステーションパークの「狸ひろば」や「SL記念ひろば」を中心に、二条通り等で有名連などの阿波踊りの連が踊る、変わったところでは「外国人阿波踊りコンテスト」なるものも有る。。
当日は徳島県内では最大級の花火大会が旧小松島港一帯にて行われ、数多くの露店が並ぶ、近くの日乃峰山山頂や海の沖でクルーザーからの花火見物も多い。

## 開催日
- 毎年7月第3日曜日と月曜日に開催される。[2]

| 開催日              | 開催時間                                |
| ------------------- | --------------------------------------- |
| 2013年7月14日・15日 | 14日:16時から22時 15日:17時から21時10分 |

## 交通規制
- 小松島ステーションパークの周辺の自動車の乗り入れが規制される。[2]